# Antipodrilus dividis
Antipodrilus dividis är en ringmaskart som först beskrevs av Benham 1907.  Antipodrilus dividis ingår i släktet Antipodrilus och familjen glattmaskar. Inga underarter finns listade i Catalogue of Life.